# 規則合金
規則合金（きそくごうきん、英語: ordered alloy）は合金において、各構成金属元素の配置が規則的なもの。つまり、周期的境界条件があり、単位胞が定義できる。